# Supercoppa di Germania 1994
La Supercoppa di Germania 1994 (ufficialmente DFB-Supercup 1994) è stata l'ottava edizione della Supercoppa di Germania.
Si è svolta il 7 agosto 1994 allo Stadio Olimpico di Monaco di Baviera tra il Bayern Monaco, vincitore della Bundesliga 1993-1994, e il Werder Brema, vincitore della Coppa di Germania 1993-1994.
A conquistare il titolo è stato il Werder Brema che ha vinto per 3-1 dopo i tempi supplementari con reti di Vladimir Besčastnych e, dopo il pareggio di Christian Nerlinger, Michael Schulz e Wynton Rufer rispettivamente nel primo e secondo tempo supplementare.

## Partecipanti
| Squadre       | Qualificazione                              | Partecipazioni precedenti (il grassetto indica la vittoria) |
| ------------- | ------------------------------------------- | ----------------------------------------------------------- |
| Bayern Monaco | Vincitore della Bundesliga 1993-1994        | 3 (1987, 1989, 1990)                                        |
| Werder Brema  | Vincitore della Coppa di Germania 1993-1994 | 2 (1988, 1991, 1993)                                        |

## Tabellino
| Arbitro: | Heynemann (Magdeburgo) |

|               |           |                                       |
| Nerlinger 65’ | Marcatori | 2’ Besčastnych 104’ Schulz 106’ Rufer |

| Bayern Monaco | Werder Brema |

### Formazioni
| Bayern Monaco:      |    |                     |     |     |
|                     |    |                     |     |     |
| P                   | 1  | Oliver Kahn         |     |     |
| D                   | 10 | Lothar Matthäus (c) |     |     |
| D                   | 4  | Oliver Kreuzer      | 21’ |     |
| D                   | 5  | Thomas Helmer       |     |     |
| C                   | 3  | Michael Sternkopf   |     |     |
| C                   | 8  | Markus Schupp       |     |     |
| C                   | 2  | Dieter Frey         |     |     |
| C                   | 7  | Mehmet Scholl       |     |     |
| C                   | 6  | Christian Nerlinger |     |     |
| A                   | 11 | Alain Sutter        |     | 38’ |
| A                   | 9  | Jean-Pierre Papin   |     | 60’ |
| Sostituzioni:       |    |                     |     |     |
| A                   |    | Adolfo Valencia     |     | 38’ |
| C                   |    | Dietmar Hamann      |     | 60’ |
| Allenatore:         |    |                     |     |     |
| Giovanni Trapattoni |    |                     |     |     |

| Werder Brema: |    |                      |  |     |
|               |    |                      |  |     |
| P             | 1  | Oliver Reck          |  |     |
| D             |    | Hany Ramzy           |  |     |
| D             |    | Dietmar Beiersdorfer |  |     |
| D             | 3  | Michael Schulz       |  |     |
| C             |    | Miroslav Votava      |  |     |
| C             |    | Ulrich Borowka       |  | 67’ |
| C             |    | Dieter Eilts         |  |     |
| C             |    | Mario Basler         |  |     |
| C             | 10 | Andreas Herzog       |  |     |
| A             |    | Marco Bode           |  |     |
| A             | 11 | Vladimir Besčastnych |  | 46’ |
| Sostituzioni: |    |                      |  |     |
| A             |    | Wynton Rufer         |  | 46’ |
| D             |    | Thomas Wolter        |  | 67’ |
| Allenatore:   |    |                      |  |     |
| Otto Rehhagel |    |                      |  |     |